# Agrostemma brachyloba
Agrostemma brachyloba är en nejlikväxtart som först beskrevs av Edward Fenzl, och fick sitt nu gällande namn av Karl Hammer. Agrostemma brachyloba ingår i släktet klättar, och familjen nejlikväxter. Inga underarter finns listade i Catalogue of Life.